# Lou Amundson
Louis Gabriel "Lou" Amundson (Ventura, Califórnia, 7 de dezembro de 1982) é um jogador profissional de basquetebol norte americano que atualmente defende o New York Knicks. Quando defendia o Phoenix Suns, ele atuava ao lado dos armadores Steve Nash e do brasileiro Leandrinho, dos alas Amare Stoudemire e Grant Hill.